# Gonzalo García Núñez
Pour les articles homonymes, voir Núñez.
 (janvier 2024).
Si vous disposez d'ouvrages ou d'articles de référence ou si vous connaissez des sites web de qualité traitant du thème abordé ici, merci de compléter l'article en donnant les références utiles à sa vérifiabilité et en les liant à la section « Notes et références ».
Gonzalo García Núñez, né le 16 février 1947 à Lima (Pérou) et mort le 8 janvier 2024, est un économiste péruvien.

## Biographie
Gonzalo Raúl García Núñez suit sa scolarité au lycée franco-péruvien de Lima. Il continue par des études d'ingénieur à l'université nationale d'ingénierie (UNI) de Lima, et sort diplômé du centre d'études des programmes économiques de Paris et docteur de troisième cycle à la faculté d'économie de l'université Grenoble II, sous la direction de Gérard Destanne de Bernis.
Professeur titulaire de l'UNI (1974-), enseignant de microéconomie et organisation industrielle, il est élu président de l'association de professeurs, secrétaire général et doyen de faculté, membre élu de l'assemblée générale et de son conseil permanent. Président du Colegio de ingenieros del Peru, ancien secrétaire général et président du chapitre des ingénieurs économistes et industriels, il reçoit l'ordre péruvien de l'Ingénierie et le prix national Habich. 
Auteur de plusieurs livres, il publie La Vision des péruviens exclus et Les Circuits productifs de la petite production de Villa El Salvador. Collaborateur du journal La República de Lima, il travaille comme consultant d'institutions du système des Nations unies. 
Élu conseiller de la Ville en 1983, réélu en 1986, faisant partie du bloc Gauche Unie, il est candidat de la gauche socialiste au sénat en 1990. Il fait partie de l'ONG Foro Democratico pour l'affirmation de la démocratie. À partir de septembre 2001, il est directeur de la banque centrale du Pérou, élu par le congrès avec la majorité absolue des voix, et invité par Ollanta Humala, (qui sera élu président de la République (2011-2016)), comme candidat à la première vice-présidence (UPP).
Pendant la gestion du conseil de direction de la banque centrale, la nouvelle règle de la politique monétaire est le « contrôle de l'inflation » et la mise en marche d’un ensemble de modèles macro-économiques de prévisions. Pendant cette période, les prix augmentent de moins de 2 % en moyenne, le taux de change est stable et les réserves internationales atteignent les plus hauts niveaux de l'histoire économique moderne du pays.
Invité par Ollanta Humala, il est candidat à la mairie de Lima. Invité par le IDA-Rennes à la chaire des Amériques pour 2007-2008, il est professeur visitant de l'IEP Rennes 2009.
À partir de 2010, il est conseiller élu du Conseil de la magistrature, son président 2011-2012, président de la Commission d'évaluation des juges de siège et du parquet, élu par ses pairs coordinateur du comité de lutte contre la corruption de l'État péruvien en 2011-2012. 